# Dianthus pelviformis
Dianthus pelviformis är en nejlikväxtart som beskrevs av Heuffel. Dianthus pelviformis ingår i släktet nejlikor, och familjen nejlikväxter. Inga underarter finns listade i Catalogue of Life.